# بخش سورکت
بخش سورکت (به لاتین: Surkhet District) یک بخش در نپال است که در کارنالی پرادش واقع شده‌است. بخش سورکت ۲٬۴۵۱ کیلومتر مربع مساحت و ۳۵۰٬۸۰۴ نفر جمعیت دارد.